# Şahinbey
Şahinbey là một huyện thuộc tỉnh Gaziantep, Thổ Nhĩ Kỳ. Huyện có diện tích 939 km² và dân số thời điểm năm 2007 là 679053 người, mật độ 723 người/km².